# 나임네트웍스
나임네트웍스(영어: NAIM Networks)는 대한민국의 SDDC(소프트웨어 정의 데이터센터) 기반 클라우드 컨설팅, 설계, 구축, 운영관리 플랫폼 전문기업이다. SDDC 인프라 구축 및 운영, 클라우드 통합운영관리 플랫폼(ICMP, Integrated Cloud Management Platform), Hybrid Cloud Infrastructure, Cloud Professional Service 등을 제공하고 있다.
나임네트웍스는 서버(SDC), 스토리지(SDS), 네트워크(SDN) 등 클라우드 인프라 전체에 대한 기술력을 기반으로 특정 벤더의 종속성을 탈피하고 고객의 환경에 최적화된 클라우드 인프라를 설계함으로써 고객의 ‘Trusted Advisor’로 인정받고 있다.
나임네트웍스는 SDDC 기반 클라우드 디자인 컨설팅(ISP), 구축 및 운영, 운영관리 플랫폼 분야에서 국내 최대 및 최다 규모 레퍼런스를 확보하고 있다. 
MEGAZONE 그룹의 프라이빗 클라우드 전담 계열사로서 메가존클라우드의 퍼블릭 클라우드 노하우와 연계하여 하이브리드 클라우드 분야에서 시너지를 내고 있다.
국내 최초 SDN 기술 기업으로 출범하여 지난 10년간 국내 SDN 및 SDDC 기술을 선도해온 나임네트웍스는 국내 최고의 클라우드 인프라 전문가로 구성되어 있다. 
2012년부터 한국 SDN 생태계를 이끌어온 OVNC(구 오픈플로우 코리아)의 주요 멤버들이 구성원으로 참여하여 2013년 9월 3일 설립되었다.

## 주요 제품 및 서비스
- TANGO - 소프트웨어 정의 데이터센터(SDDC)를 전체적으로 모니터링하고 제어하기 위한 클라우드 통합운영관리 플랫폼이다. 언더레이 SDN과 오버레이 SDN을 포함하여 클라우드 전체 구성자원을 한 눈에 볼 수 있도록 해주는 솔루션이다. 물리적 네트워크와 논리적 네트워크를 직관적으로 파악할 수 있도록 지원한다. 논리적 스위치와 연결돼있는 물리적 스위치의 정보를 클릭 한 번으로 확인해 장애 발생시에도 신속하게 대응할 수 있는 획기적인 기능을 가지고 있다. 또한 리프-스파인 구조의 토폴로지를 3D로 구현, 사용자들의 편의성과 가시성은 물론이고 업무의 효율성까지 높였다.
- SDDC 인프라 구축 및 운영 -  소프트웨어 정의 데이터센터(SDDC) 기반 클라우드 디자인 설계, 컨설팅에서부터 구축 및 운영까지 고객의 환경에 최적화된 클라우드 환경을 제공한다.
- Cloud Prefessional Service - 나임네트웍스는 뛰어난 기술력과 풍부한 경험을 가진 클라우드 전문가들이 클라우드 라이프사이클 각 단계마다 전략적이고 체계적인 Professional Service를 제공한다.
- Hybrid Cloud Infrastructurfe - 프라이빗 클라우드 설계 구축 분야에서 국내를 대표하는 나임네트웍스는 Public Cloud 시장을 선도하는 MEGAZONE과 협력하여 Hybrid Cloud 사업을 진행하고 있다.

## 회사 연혁
- 2023. 02 상급종합병원 차세대 네트워크 구축 사업
- 2022. 08 한국장애인고용공단 클라우드 전환 컨설팅
- 2022. 08 상급종합병원 Private Cloud 구축
- 2022. 05 상급종합병원 전산센터 이전 사업
- 2022. 05 상급종합병원 데이터사이언스 구축
- 2022. 05 KTOA 클라우드 전환 SDDC 컨설팅
- 2022. 04 LX정보센터 클라우드 구축 컨설팅
- 2022. 04 국방통합데이터센터 육사 아카이브 사업
- 2022. 03 상급종합병원 PACS 이전
- 2022. 03 상급종합병원 클라우드 구축 사업
- 2022. 02 교육사령부 원격교육체계 구축 사업
- 2022. 02 엔지니어링공제조합 차세대 시스템 구축 ISP
- 2022. 01 국방통합데이터센터 정보 자원 도입 및 교체 사업
- 2021. 12 한결원 국방부 밀리패스 중계시스템 구축
- 2021. 12 방위사업청 군수지원분석체계 고도화
- 2021. 10 경기도 통합데이터센터 기본계획수립
- 2021. 07 방위사업청 클라우드 기반 온-나라 2.0 전환
- 2021. 06 국방데이터센터 1센터, 2센터 클라우드 전문 운영
- 2021. 04 LS산전 VMware 리뉴얼 사업
- 2021. 02 육사 교육종합정보시스템 교체 사업
- 2021. 01 해군 스마트 교육 환경 구축 사업
- 2020. 12 GS인증 1등급 획득 - 'TANGO 2.0'
- 2020. 11 국방통합데이터센터 SDDC기반 클라우드 멀티데이터센터 증설
- 2020. 08 한국동서발전 SDDC기반 클라우드 멀티데이터센터 고도화
- 2020. 04 강원랜드 SDDC기반 클라우드 데이터센터 증설
- 2019. 12 국방통합데이터센터 SDDC기반 클라우드 멀티데이터센터 구축
- 2019. 09 국민건강보험공단 SDDC기반 클라우드 멀티데이터센터 구축 - 대국민서비스
- 2019. 06 한국동서발전 SDDC기반 클라우드 멀티데이터센터 구축
- 2019. 04 제주드림타워 멀티데이터센터 SDN 구축
- 2019. 02 메가존, 나임네트웍스 인수
- 2018. 05 특허등록 - 소프트웨어 정의 데이터센터 네트워크 서버 관리 방법
- 2018. 03 서영석 대표이사 취임
- 2018. 01 벤처캐피탈 메디치 인베스트먼트 20억 투자
- 2017. 12 디자인권 등록 - 화상디자인이 표시된 컴퓨터용 모니터
- 2017. 09 강원랜드 클라우드센터 구축 사업 수주
- 2017. 08 신한데이터시스템 SDx 기술 연구 협력
- 2017. 06 “소프트웨어 정의 네트워크를 이용한 유도방어시스템 및 그 구동방법” 특허 획득
- 2017. 02 강원랜드 클라우드센터 ISP 주사업자 계약
- 2016. 12 SDN/SDDC Meta-Orchestrator '탱고(TANGO)' 출시
- 2016. 06 나임네트웍스 제주 지사 설립
- 2016. 01 COD(Customer Optimized Datacenter) 플랫폼 개소
- 2015. 12 나임네트웍스 본사 사무실 이전
- 2015. 09 포티넷 코리아와 파트너쉽 체결
- 2015. 08 국내 최대 SDDC 검증 및 시연 플랫폼 ‘COD(Customer Optimized Datacenter) SHowcase’ 1차 오픈
- 2015. 07 Big Switch Networks와 파트너쉽 체결
- 2015. 05 ON. Lab, Collaborator 등록
- 2014. 09 “소프트웨어 정의 네트워크 심층 패킷분석 방법 및 이를 이용하는 소프트웨어 정의 네트워크 시스템” 특허 획득
- 2014. 06 벤처기업확인 인증 (중소기업진흥공단)
- 2014. 05 인프라닉스와 클라우드 및 NFV 관련 사업을 위한 업무 협약 체결
- 2014. 03 NoviFlow와 Openflow 기반 고성능 스위치 제품 총판 계약 체결
- 2014. 02 국내 최초 SDN 테스트베드 패키지 “Rainbow” 출시
- 2014. 02 “소프트웨어 정의 네트워크 심층 패킷분석 방법 및 이를 이용하는 소프트웨어 정의 네트워크 시스템” 특허 출원
- 2014. 02 ㈜나임네트웍스 부설연구소 설립
- 2014. 02 ONF(Open Networking Foundation) 가입 - 국내 5번째
- 2013. 12 SDN Application “TANGO” Prototype 개발
- 2013. 11 국내 최초 SDN 교육 최고경영자 과정(CXO) 개설
- 2013. 09 ㈜나임네트웍스 설립